# Léo Pétrot
Léo Pétrot (Firminy, 15 aprile 1997) è un calciatore francese, difensore dell'Elche.

## Carriera
Cresciuto tra le file del Saint-Étienne, in cui gioca tra il 2012 e il 2019, passa poi tra i dilettanti all'Andrézieux-Bouthéon.
Nel 2021 approda al Lorient, dove inizialmente viene aggregato nella seconda squadra allenata da Régis Le Bris. Tuttavia, a causa delle assenze di Jérôme Hergault e Houboulang Mendes, viene convocato in prima squadra dall'allenatore Christophe Pélissier e il 29 agosto 2021 debutta in Ligue 1 nell'incontro pareggiato 2-2 contro il Lens.
Fornisce una prestazione convincente con la quale si guadagna il posto in prima squadra e, in tal modo, nell'arco della stagione ottiene le sue prime ventitré presenze da professionista.
Inoltre, trova anche la prima rete alla 28ª giornata contro il Clermont Foot.
Nell'estate 2022, dopo appena una stagione, lascia les merlus, facendo ritorno a titolo definitivo al Saint-Étienne.

## Statistiche

### Presenze e reti nei club
Statistiche aggiornate al 8 dicembre 2024.
| Stagione               | Squadra                | Campionato             | Campionato | Campionato | Coppe nazionali | Coppe nazionali | Coppe nazionali | Coppe continentali | Coppe continentali | Coppe continentali | Altre coppe | Altre coppe | Altre coppe | Totale | Totale |
| Stagione               | Squadra                | Comp                   | Pres       | Reti       | Comp            | Pres            | Reti            | Comp               | Pres               | Reti               | Comp        | Pres        | Reti        | Pres   | Reti   |
| ---------------------- | ---------------------- | ---------------------- | ---------- | ---------- | --------------- | --------------- | --------------- | ------------------ | ------------------ | ------------------ | ----------- | ----------- | ----------- | ------ | ------ |
| 2015-2016              | Saint-Étienne 2        | CFA2                   | 9          | 0          |                 | -               | -               |                    | -                  | -                  |             | -           | -           | 9      | 0      |
| 2016-2017              | Saint-Étienne 2        | CFA2                   | 26         | 0          |                 | -               | -               |                    | -                  | -                  |             | -           | -           | 26     | 0      |
| 2017-2018              | Saint-Étienne 2        | N3                     | 25         | 1          |                 | -               | -               |                    | -                  | -                  |             | -           | -           | 25     | 1      |
| 2018-2019              | Saint-Étienne 2        | N2                     | 27         | 1          |                 | -               | -               |                    | -                  | -                  |             | -           | -           | 27     | 1      |
| Totale Saint-Étienne 2 | Totale Saint-Étienne 2 | Totale Saint-Étienne 2 | 87         | 2          |                 | -               | -               |                    | -                  | -                  |             | -           | -           | 87     | 2      |
| 2019-2020              | Andrézieux             | N2                     | 13         | 0          | CF              | 0               | 0               |                    | -                  | -                  |             | -           | -           | 13     | 0      |
| 2020-2021              | Andrézieux             | N2                     | 9          | 1          | CF              | 2               | 0               |                    | -                  | -                  |             | -           | -           | 11     | 1      |
| Totale Andrezieux      | Totale Andrezieux      | Totale Andrezieux      | 22         | 1          |                 | 2               | 0               |                    | -                  | -                  |             | -           | -           | 24     | 1      |
| 2020-2021              | Lorient 2              | N2                     | 4          | 0          |                 | -               | -               |                    | -                  | -                  |             | -           | -           | 4      | 0      |
| 2021-2022              | Lorient                | L1                     | 22         | 1          | CF              | 1               | 0               |                    | -                  | -                  |             | -           | -           | 23     | 1      |
| 2022-2023              | Saint-Étienne          | L2                     | 29         | 1          | CF              | 1               | 0               |                    | -                  | -                  |             | -           | -           | 30     | 1      |
| 2023-2024              | Saint-Étienne          | L2                     | 35+3       | 1+1        | CF              | -               | -               |                    | -                  | -                  |             | -           | -           | 38     | 2      |
| 2024-2025              | Saint-Étienne          | L1                     | 11         | 0          | CF              | 0               | 0               |                    | -                  | -                  |             | -           | -           | 11     | 0      |
| Totale Saint-Étienne   | Totale Saint-Étienne   | Totale Saint-Étienne   | 78         | 3          |                 | 1               | 0               |                    | -                  | -                  |             | -           | -           | 79     | 3      |
| Totale carriera        | Totale carriera        | Totale carriera        | 213        | 7          |                 | 4               | 0               |                    | -                  | -                  |             | -           | -           | 217    | 7      |